# Shibayama
Shibayama (芝山町 Shibayama-machi?) es un pueblo en la prefectura de Chiba, Japón, localizado en la parte centro-este de la isla de Honshū, en la región de Kantō. El 1 de marzo de 2021 tenía una población estimada de 6916 habitantes y una densidad de población de 160 personas por km².

## Geografía
Shibayama se encuentra en el centro-norte de la prefectura de Chiba, en la meseta de Shimōsa. El aeropuerto internacional de Narita se encuentra al norte del municipio, en la frontera entre Shibayama y Narita. La mayoría de las instalaciones de servicios del aeropuerto están ubicadas en el lado de Narita, sin embargo, Shibayama ha desarrollado una base industrial local debido a la presencia del aeropuerto y alberga tres áreas industriales importantes. El resto de la población es agrícola, y gran parte de ella está cubierta de arrozales y campos de producción de hortalizas. Como se encuentra directamente debajo de una de las principales vías de acceso al aeropuerto, la contaminación acústica y los problemas de expropiación han hecho que sea un centro de activismo anti-aeropuerto.

## Historia
El pueblo de Shibayama se estableció el 1 de julio de 1955 por la fusión de las aldeas de Chiyoda y Nikawa.

## Demografía
Según los datos del censo japonés, la población de Shibayama se ha mantenido estable en los últimos 50 años, con una tendencia a la baja desde el 2000.
| Gráfica de evolución demográfica de Shibayama entre 1940 y 2015 |
|                                                                 |
| Oficina de Estadísticas de Japón                                |